# 佩迪山
佩迪山（英語：Mount Peddie）是南極洲的山峰，位於瑪麗伯德地，處於韋伯斯特海崖以北9公里，屬於福特山脈的一部分，美國地質調查局根據測量和美國海軍拍攝的空中照片繪入地圖，現時由南極條約體系管理。